# Friedrich Zamminer
Friedrich Georg Karl Zamminer (* 26. Oktober 1817 in Darmstadt; † 15. August 1858 in Gießen) war ein deutscher Physiker und Chemiker.
Zamminer ging in Darmstadt zur Schule und studierte in Gießen Naturwissenschaften (besonders Physik und Chemie) unter anderem bei Justus von Liebig. Außerdem studierte er 1838 zwei Semester in Tübingen. Er wurde in Gießen 1840 promoviert und war ab 1841 provisorischer und ab 1842 in fester Stellung Direktor der Realschule in Michelstadt. 1843 habilitierte er sich in Gießen und wurde dort außerordentlicher Professor für Mathematik und Physik.
1855 veröffentlichte er ein Buch über die Akustik von Musikinstrumenten. Außerdem veröffentlichte er unter anderem über Geophysik, Magnetisierung von Eisenstäben durch elektrischen Strom und Kristalloptik.

## Schriften
- Anfangsgründe der Arithmetik und Geometrie nebst den Logarithmen der Zahlen 1-10.000. Heyer´s Hofbuchhandlung, Darmstadt 1838.
- Über den Grundsatz der kleinsten Wirkungen. Darmstadt 1842
- Die Physik in ihren wichtigsten Resultaten. 1852
- Die Physik der Erdrinde und der Atmosphäre. 1853
- Die Musik und die musikalischen Instrumente in ihrer Beziehung zu den Gesetzen der Akustik. Gießen 1855, Digitalisat

Er wirkte an Graham-Otto’s ausführlichem Lehrbuch der Chemie mit (damals ein Standardwerk), wobei er mit Heinrich Buff und Hermann Kopp den ersten Band über Physikalische und Theoretische Chemie bearbeitete (1857), und am Jahresbericht über die Fortschritte der reinen, pharmaceutischen und technischen Chemie, Physik, Mineralogie und Geologie von Justus von Liebig und Hermann Kopp sowie an der Neuen Encyklopädie der Wissenschaften und Künste (Franckh’sche Buchhandlung, Stuttgart 1847–1854).